# Gäddträsket (Sorsele socken, Lappland, 730949-155036)
Gäddträsket är en sjö i Sorsele kommun i Lappland och ingår i Umeälvens huvudavrinningsområde. Sjön har en area på 0,177 kvadratkilometer och ligger 504,7 meter över havet. Gäddträsket ligger i Vindelfjällen Natura 2000-område.

## Delavrinningsområde
Gäddträsket ingår i det delavrinningsområde (730795-155028) som SMHI kallar för Ovan Gidnabäcken. Medelhöjden är 608 meter över havet och ytan är 18,01 kvadratkilometer. Räknas de 6 avrinningsområdena uppströms in blir den ackumulerade arean 189,64 kvadratkilometer. Nedra Gertsbäcken (Övra Giertsbäcken) som avvattnar avrinningsområdet har biflödesordning 3, vilket innebär att vattnet flödar genom totalt 3 vattendrag innan det når havet efter 373 kilometer. Avrinningsområdet består mestadels av skog (88 procent). Avrinningsområdet har 0,18 kvadratkilometer vattenytor vilket ger det en sjöprocent på 1 procent.